# Ballymore Eustace
Ballymore Eustace (en irlandais : An Baile Mór, la grande ville) est un village de l'ouest du comté de Kildare en Irlande. Jusqu'en 1836, la localité faisait partie du comté de Dublin. Ballymore se situe près de la frontière avec le comté de Wicklow.

## Toponymie
Le nom de la ville, fréquemment abrégé en "Ballymore" dans l'usage courant, dérive de l'irlandais "An Baile Mór" ("la grande ville") avec l'ajout - pour le distinguer de plusieurs autres Ballymores en Irlande - du nom de famille (Fitz)Eustache. Une version plus complète du nom officiel de la ville en irlandais est  Baile Mór na nIústasach  ("grande ville des Eustaches").
Avant l'invasion normande, la région était connue sous le nom de Críoch Ua Cormaic.

## Localisation et accessibilité
Ballymore Eustace est situé à la jonction des routes R411 et R413, sur la rivière Liffey ; la R411 franchit le cours d'eau par un pont à sept arches, relativement rare. La localité comptait 872 habitants au recensement de 2011. La ville est desservie par la ligne 65 de Dublin Bus, circulant quatre fois par jour du lundi au vendredi, sept fois le samedi et six fois le dimanche. Le trajet dure environ 1h30 minutes en fonction du trafic et se termine dans le centre-ville de Dublin, à Poolbeg Street.

## Histoire

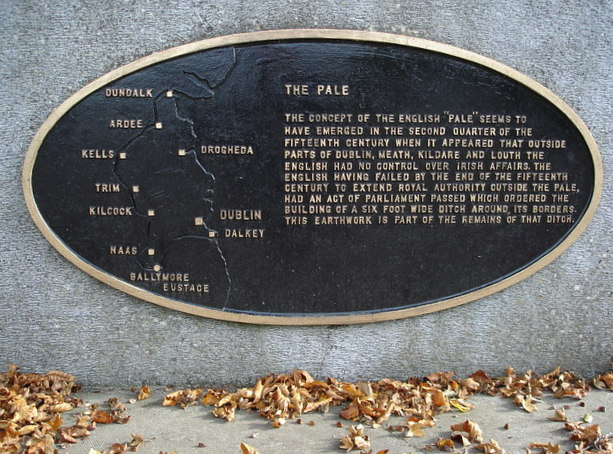
La marque de la limite sud du Pale.

Ballymore Eustace au XIIIe siècle - à l'époque simplement connu sous le nom de Ballymore - était le site d'un château, qui en 1244 a obtenu une foire de huit jours qui se tiendra sur place par  Henri III. L'entretien du château a été confié à Thomas Fitzoliver FitzEustace en tant que connétable en 1373, sa famille s'est associée à la ville, lui donnant son nom actuel.
Plusieurs descendants de Thomas ont également occupé le poste de gendarme, dont son petit-fils Sir Richard FitzEustace (nommé en 1414) et son arrière-petit-fils Sir Robert FitzEustace (nommé en 1445). Aucune trace du château n'existe plus aujourd'hui, mais l'importance de Ballymore alors est soulignée par le fait que le Parlement s'y est tenu en 1389. C'était une ville frontalière du "Pale", lui donnant une importance stratégique dans la région, mais aussi menant à son raid par des familles locales.
La première référence à une église remonte à 1192, mais l'existence de deux Hautes Croix dans le cimetière Saint-Jean indique un site d'église pré-normand.
La ville et les terres environnantes ont formé pendant des siècles l'une des trois enclaves adjacentes - des parties détachées - de la baronnie d'Uppercross, dans le comté de Dublin. Ces terres, qui faisaient à l'origine partie de Dublin parce qu'elles appartenaient à des fondations religieuses, figuraient parmi les dernières enclaves de ce type en Irlande, n'ayant été fusionnées avec Kildare qu'en 1836.
La ville a été le théâtre de l'un des premiers affrontements de la rébellion de 1798 lorsque la garnison britannique a été attaquée par des rebelles de l'United Irish le 23 mai, mais a réussi à vaincre l'attaque lors de la Bataille de Ballymore-Eustache.
Au XIXe siècle, la plus grande source d'emplois de la ville était une filature de coton (propriété de la famille Gallagher), dont les ruines se dressent encore au bord de la rivière à un endroit connu sous le nom de "trou à brochet". Ce moulin employait environ 700 personnes. Une rangée de maisons à un étage a été construite à proximité pour accueillir leurs familles - cette terrasse est aujourd'hui connue sous le nom de « rangée des tisserands », longeant et descendant la colline depuis l'église paroissiale catholique romaine.

## Lieux d'intérêt
Près de la localité se trouvent les lacs de Blessington, ou Réservoir Poulaphouca, créés artificiellement dans les années 1940 par le barrage de la rivière Liffey à Poulaphouca (le "trou du diable") qui a été mis en place pour générer de l'électricité par l'Electricity Supply Board (ESB), ainsi que la création d'un réservoir pour l'approvisionnement en eau de la ville de Dublin. L'eau est traitée dans une importante usine, les travaux de traitement de l'eau à Ballymore Eustace sont gérés par le conseil municipal de Dublin.
Des activités telles que la pêche, l'aviron, la voile, le canoë et la planche à voile sont régulièrement pratiquées sur les lacs de Blessington. Le ski nautique et la pêche sont possibles  sur le lac des Golden Falls en aval du barrage de Poulahouca. À proximité se trouve la Russborough House, un bel exemple d'architecture palladienne. Elle abrite la collection d'art Beit dont une grande partie a été donnée à l'État par Sir Alfred Lane Beit. S'y trouvent aussi des œuvres de Goya, Vermeer et Rubens.
Le film de 1959 Shake Hands With the Devil a été tourné dans et autour de la ville. Certaines des scènes de bataille du film de Mel Gibson (1995), Braveheart, ont été filmées autour de Ballymore Eustace. Le film de 2003  King Arthur  a également été principalement tourné dans le village. Cela a abouti à la construction d'une maquette d'un kilomètre de long du mur d'Hadrien dans un champ à l'extérieur du village en 2003. Il a été démonté et le champ a retrouvé son état d'origine. Le court métrage irlandais Six Shooter (2004) y a également été tourné pour des scènes à Mountcashel, à Ballymore Eustace.

## Services
Wolfe Tone Band Hall sur le côté est de la ville a été construit en 2000 et a remplacé un bâtiment antérieur de 1906. La salle porte le nom du révolutionnaire irlandais Wolfe Tone et abrite le "Wolfe Tone Brass and Reed Band" créé en 1875. Dans le passé, la salle était utilisée comme salle de concert et cinéma, la salle actuelle est également dédiée à de nombreuses utilisations communautaires variées.

## Hybride chèvre-mouton: «chabin»
En avril 2014, le fermier Paddy Murphy (qui n'élevait que des moutons Cheviot à face blanche à l'époque) a remarqué qu'un hybride mouton-chèvre, ou " geep", était né dans sa ferme, ."Je n'ai que des moutons Cheviot à face blanche", a-t-il dit, "et quand celui-ci est sorti, il était noir". Plus tard le même mois, il aurait mentionné qu'il avait vu une chèvre s'accoupler avec un mouton dans l'année, mais avait supposé que "rien n'en sortirait".
M. Murphy a confirmé que le  nouveau-né semblait être en bonne santé, il était même capable de courir plus vite que les autres agneaux qui étaient nés à peu près à la même époque.
Dans la plupart des cas, le croisement entre un mouton et une chèvre est mort-né, mais dans ce cas, l'animal avait survécu. La progéniture sans nom, avec son "pelage  grossier d'un agneau et les longues pattes et cornes d'une chèvre", était déclaré être en bonne santé. L'Irish Farmers Journal a rapporté que c'était la première fois de son histoire qu'il signalait la naissance d'un geep en bonne santé en Irlande,. On a dit que le croisement était extrêmement inhabituel, et un concours caritatif a été lancé pour nommer l'animal nouveau-né. L'événement a attiré l'attention internationale et a été rapporté par Time, ABC News, et BBC News, entre autres. En avril 2022, l'animal est toujours vivant et en bonne santé.